# Joe and Ethel Turp Call on the President
Joe and Ethel Turp Call on the President è un film del 1939 diretto da Robert B. Sinclair. Il soggetto si basa su A Call on the President, un racconto di Damon Runyon - pubblicato su The Saturday Evening Post il 21 agosto 1937 - che aveva come protagonisti i popolari personaggi fittizi dei Turp, interpretati nel film da Ann Sothern e William Gargan.

## Trama
Joe Turp e sua moglie Ethel partono da Brooklyn alla volta di Washington per consegnare al presidente degli Stati Uniti una supplica per conto di Jim, il loro postino che sta per essere licenziato per l'apertura illegale e la distruzione di una lettera. Il presidente, curioso di sapere come la pensa il cittadino medio, accetta di ricevere i Turp. I due gli raccontano la storia di Jim, il postino, che da giovane si era innamorato di Kitty O'Brien. Aveva scoperto però che la ragazza era già fidanzata. Devastato dal dolore, Jim se n'era andato via per dodici lunghi anni, fino a quando non gli era arrivata la notizia che Kitty era rimasta vedova. Per aiutarla, Jim aveva lasciato il proprio lavoro, ritornando a Brooklyn a fare il postino. Johnny, il figlio di Kitty, però, è un ragazzo ribelle e incontrollabile. Cresce frequentando cattive compagnie e, un giorno, rimasto coinvolto in una rapina, ricatta Jim per farsi dare del denaro che gli permetterà di fuggire. Dopo la sua partenza, Jim, per alleviare il dolore di Kitty, le spedisce regolarmente una lettera firmandosi come fosse stata scritta da Johnny. Un giorno, il postino innamorato vede tra la posta da recapitare anche una lettera spedita dal carcere di San Quintino indirizzata a Kitty: dopo averla aperta, legge la notifica della morte di Johnny, rimasto ucciso durante un tentativo di fuga. Preoccupato che la terribile notizia minerà ancora di più la fragile salute di Kitty, Jim distrugge la missiva. Ma viene scoperto e arrestato.
Dopo aver avuto l'incontro con il presidente, i Turp tornano a Brooklyn, dove scoprono che dalla Casa Bianca è arrivato il perdono presidenziale che rende Jim di nuovo un uomo libero.

## Produzione
Le riprese del film, prodotto dalla Metro-Goldwyn-Mayer (MGM) con il titolo di lavorazione A Call on the President, durarono dal 19 settembre a metà ottobre 1939.

## Distribuzione
Il copyright del film, richiesto dalla Loew's Inc., fu registrato il 29 novembre 1939 con il numero LP9287. Distribuito dalla Metro-Goldwyn-Mayer (MGM), il film uscì nelle sale cinematografiche statunitensi il 1º dicembre 1939.